# Googly
Nel cricket, un googly è un tipo di lancio ingannevole lanciato da un bowler leg spin con gamba destra. In Australia, a volte viene chiamato Bosie (o Bosey), un eponimo in onore del suo inventore Bernard Bosanquet. Un bowler in "broken leg" in una gamba gira via ma va nella direzione del lato chiuso.